# Kleisterpapier
Kleisterpapier (engl. paste paper) ist eine Untergruppe von Buntpapier. Unter Kleisterpapier (veraltete Termini sind z. B. Kleistermarmor, Wolkenkleister, Wolkenmarmor) versteht man ein Papier, dessen Oberfläche mit Hilfe von gefärbtem Kleister veredelt wurde. Die Kleisterpapier-Technik ist eine äußerst vielseitige Methode zum Dekorieren von Papieren und zählt zu den elementaren Techniken der Buntpapierherstellung. Ihren Ursprung hat sie in Deutschland und erfuhr hier auch ihre größte Verbreitung. Die Bearbeitung findet im Gegensatz zu auf Wasser oder Schleimgrund marmoriertem Papier (Marmorpapier) immer direkt auf der Papieroberfläche statt. Bei der Gestaltung einer Papieroberfläche mittels eingefärbten Kleisters wird zunächst meist die gesamte Fläche mit einem eingefärbten Kleisterauftrag versehen – dazu werden Pinsel, Schwämme oder Bürsten verwendet. Das Ergebnis mit den stets sichtbaren senkrechten, waagerechten oder diagonalen Pinselstrichen kann für sich stehen oder aber weiter bearbeitet werden, wobei mittels verschiedener Werkzeuge (z. B. Stempeln, Rollen, Musterwalzen und Kämmen) Dekore in die feuchte Kleisterschicht gebracht werden. Die Dekore entstehen durch die bleibende Verformung oder Verdrängung der Kleistermasse auf der Oberfläche. Das wesentliche Merkmal des Kleisterpapiers ist die stets erkennbare Textur. Der verwendete Kleister besteht in der Regel aus Stärken und/oder Cellulosen. In den ganz frühen Anfängen wurden auch Leime als Farbträger benutzt. Die Abriebfestigkeit von Kleisterpapier kann u. a. durch den Auftrag einer Schutzschicht aus z. B. Schellacklösung, Wachsen oder Gelatinen erhöht werden.

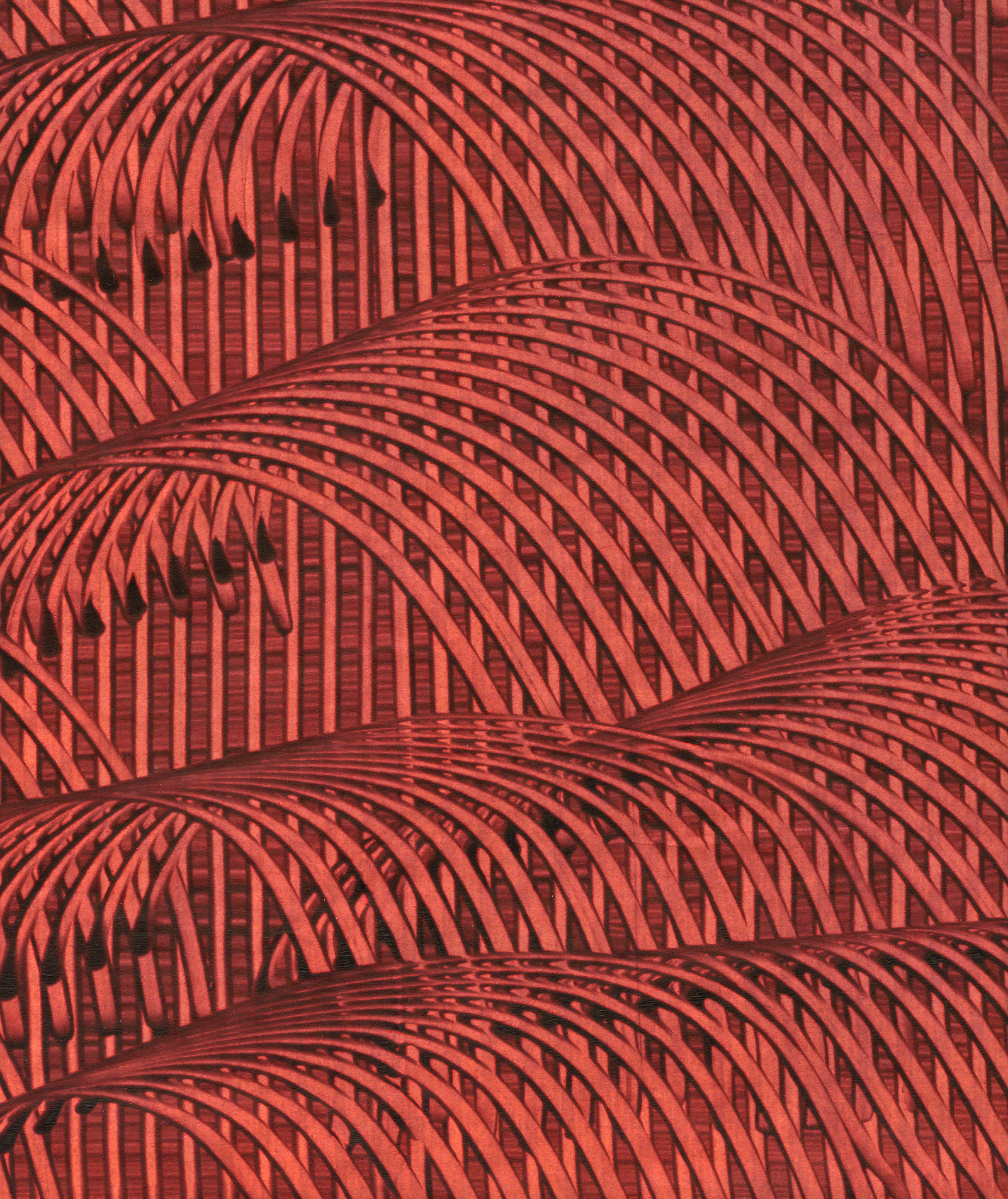
Kleisterpapier mit Verdrängungsdekor
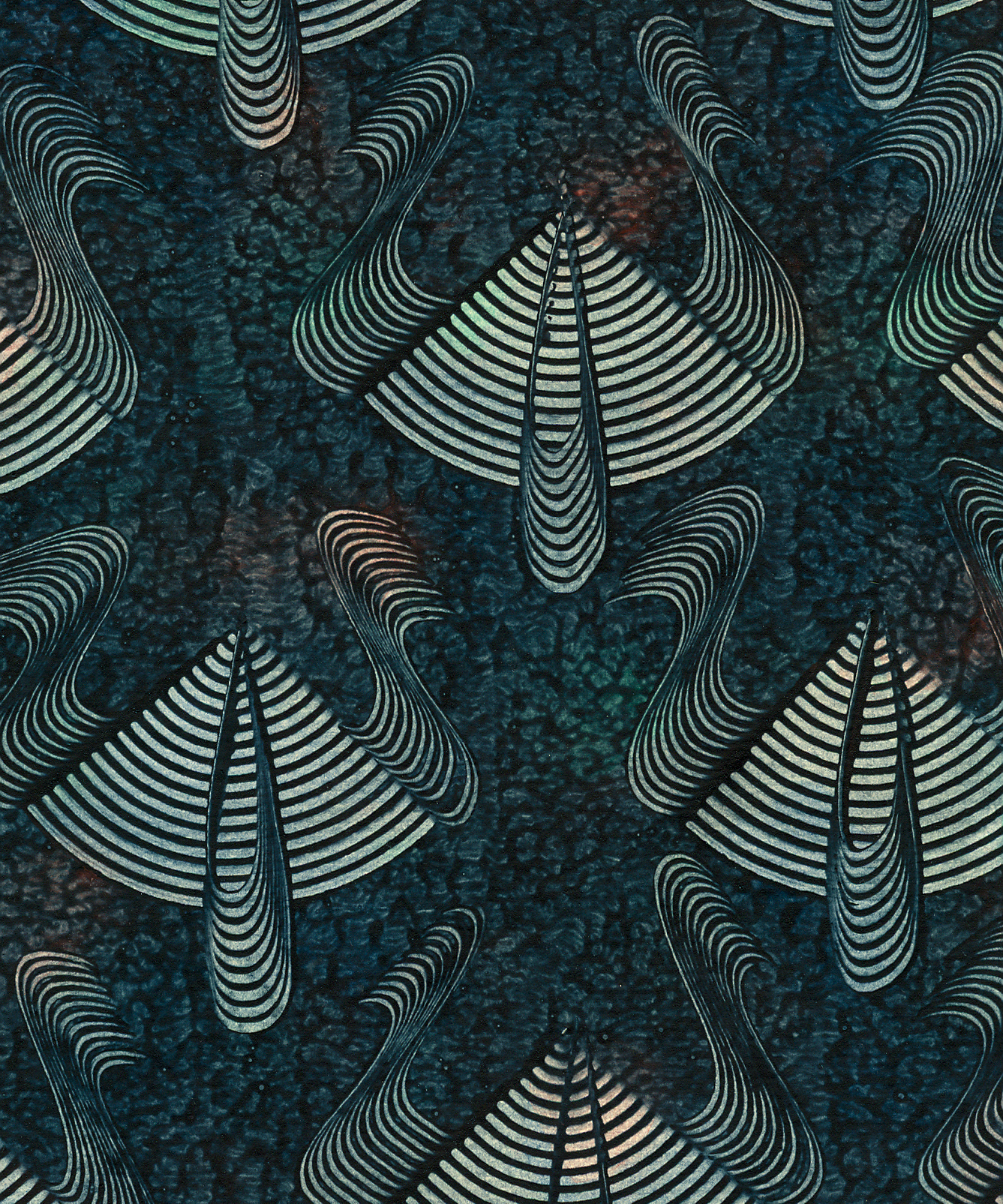
Kleisterpapier mit Verdrängungsdekor
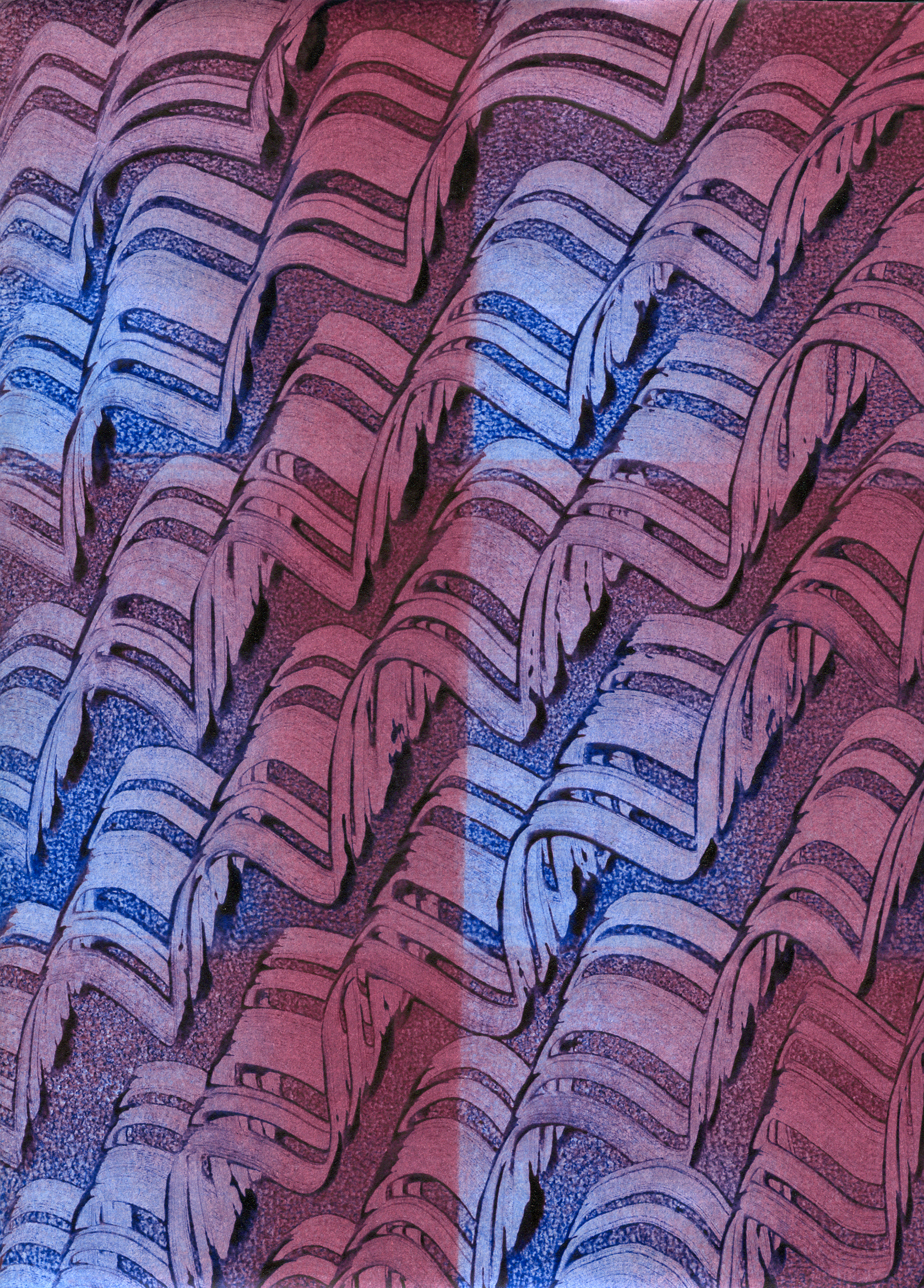
Kleisterpapier mit Verdrängungsdekor
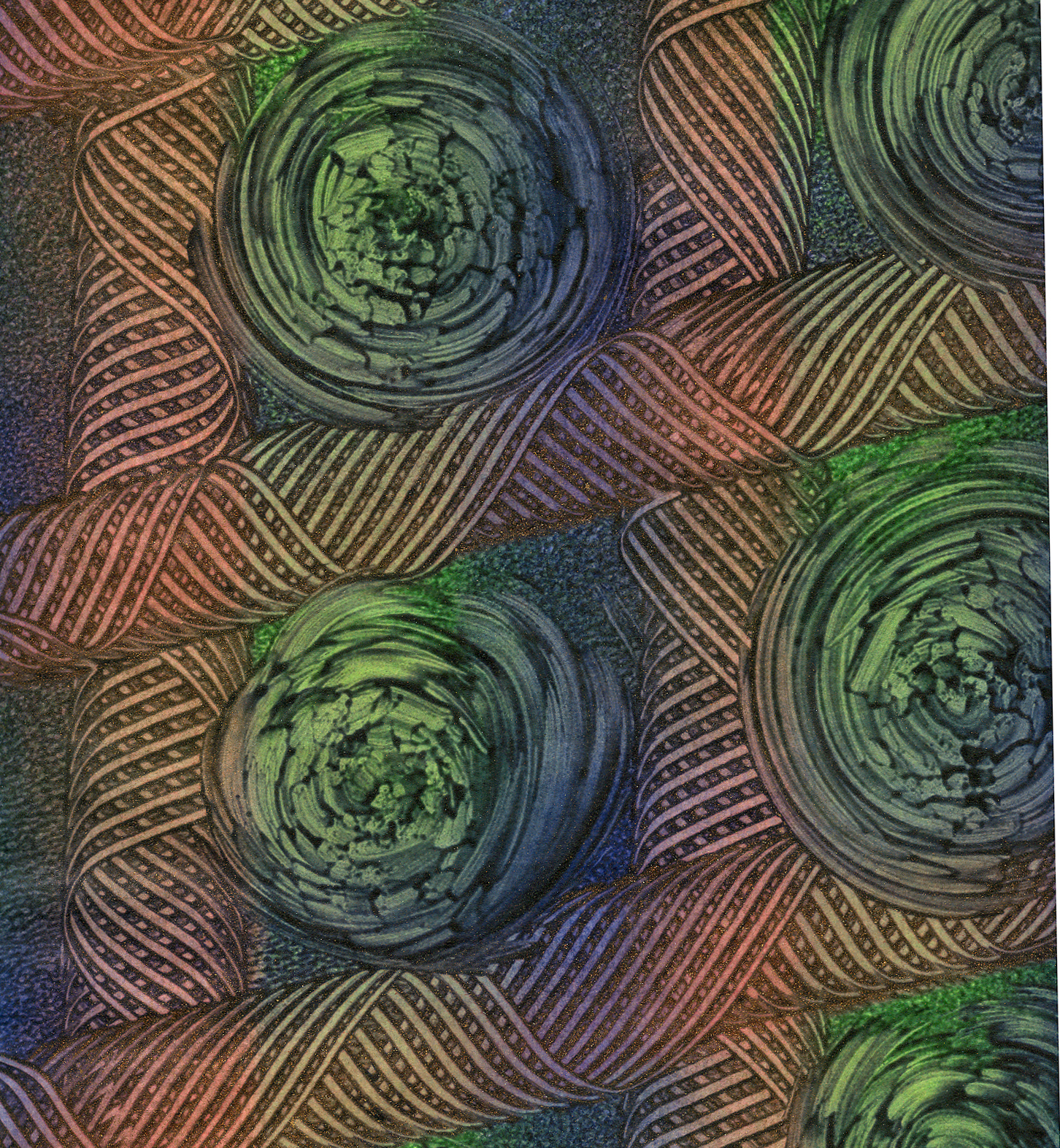
Kleisterpapier mit Verdrängungsdekor

## Trägerpapier und Farbmittel
Christian Friedrich Gottlieb Thon fasste 1826 die Anforderungen an das Trägermaterial Papier so zusammen:

„Der Papierfärber, für den dieses Fabrikat, nebst den Farben, das Hauptmaterial ist, kann nur ein weißes, mehr oder weniger feines, starkes, gleichförmig geschöpftes, gut und egal geleimtes Papier, welches weder Wolken, Flecken, noch Unreinigkeiten und schadhafte Stellen hat, gebrauchen.“

Als Farbmittel für einfarbige Kleisterpapiere (hier auch „Kleistermarmorpapiere oder Herrnhuterpapiere“ genannt) gibt dieselbe Quelle folgende an:

„Insbesondere nimmt man zu Blau: Indigolack, Berlinerblau, Kobaltblau u. f.; zu Roth: Carmoisinlack, Kugellack u. a. rothe Lackfarben; zu Grün: Braunschweigergrün, Berlinerblau in Vermischung einer gelben Farbe u. f.; zu Braun: gebrannten Umbraun, braunen Ocher u. f.; zu Schwarz: ausgeglühten Kienrauch u. f.“

Lack bedeutete damals in der Färbersprache den Niederschlag eines Farbstoffs auf Tonerde. Heute wird ein breites Sortiment von handelsüblichen Farbzubereitungen benannt, die nach dem Erkalten in den sämigen Kleister eingerührt werden: „Wasserlösliche Farben, Pigmente, Gouache, Tempera, Tusche, Beize u. a. m.“ Gabriele Grünebaum verweist auf die „große Leuchtkraft und Ausgiebigkeit“ von Holzbeizen. Es werden auch Acrylfarben empfohlen, weil diese „wisch- und wasserfest trocknen“.

## Techniken und Sorten
„Kein anderes Buntpapier – nicht einmal das attraktive Marmorpapier – kann so vielfältig gestaltet werden wie das Kleisterpapier, und nirgends werden der Phantasie und der Experimentierfreude so wenig Grenzen gesetzt wie hier.“

„Die Gestaltungsmöglichkeit von Kleisterpapier ist unerschöpflich. Unter Einsatz geringster Mittel erreicht man eine unendliche Anzahl von Mustern.“

Grundtechniken:
- Gestrichenes Kleisterpapier

ist die einfachste Form des Kleisterpapieres. Das Trägerpapier erhält einen Pinsel-„Anstrich“ mit dem gefärbten Kleister, wobei die Pinselstriche konsequent parallel senkrecht, waagerecht oder diagonal ausgeführt werden und somit eine dezente Musterung entsteht. Gestrichene Kleisterpapiere können einfarbig oder mehrfarbig ausgeführt sein.
- Kleisterpapier mit Pinseldekor

Im Prinzip handelt es sich ebenfalls um ein „gestrichenes Papier“. Allerdings wird der Kleister nicht in geraden Strichen verteilt, sondern die Musterung entsteht durch die Pinselführung z. B. in Wellenbewegungen, Kreisen und freien Pinselbewegungen. Es kommt kein weiteres Werkzeug außer einem oder mehreren Pinseln zum Einsatz.
- Geädertes Kleisterpapier

Kleisterpapier mit deutlich ausgerichteter oder diffuser Äderung in der Kleisterschicht. Die Äderung kann z. B. Bearbeitung der Kleisteroberfläche mithilfe von Werkzeugen/Hilfsmitteln wie z. B. Schwämmen, geknüllten Lappen o. ä. oder auch durch das Abziehen, volkstümlich 'Abklatschen' genannt, erzielt werden. Dabei wird der frisch gestrichene Bogen auf eine glatte Fläche gelegt und sofort wieder abgezogen. Die Kleisterfarbe kann auch auf einen glatten Untergrund (z. B. eine Glasplatte) aufgetragen und anschließend mit einem feuchten Papierbogen abgehoben werden; zuvor kann dieser von der Rückseite her mit den Fingern gemustert werden.
- Kleisterpapier mit Verdrängungsdekor

Mit geeigneten Werkzeugen wie z. B. Kämmen, Fingern, Stempeln und/oder Musterwalzen entstehen durch Bewegung und Druck Verdrängungsmuster, stellenweise wird also der Kleister verdichtet und erscheint dadurch dort dunkler. Die erzeugten Muster hängen von der Virtuosität des Gestalters ab.
- Kleisterpapier mit eingemaltem Dekor

In den meist farbigen Kleisteruntergrund werden mit dem Pinsel und gegebenenfalls weiteren Farben Dekore gemalt.
Da die verschiedenen Gestaltungstechniken oft miteinander kombiniert werden, lassen sich Kleisterpapiere nicht immer eindeutig einer bestimmten Technik zuordnen. Man benutzt dann den Oberbegriff „Kleisterpapier“ mit einer erläuternden Beschreibung.

## Anwendungsgebiete
- Bucheinbandgestaltung

Vorsatz in einem schwedischen Druck, Stockholm 1777
Vorsatz in einem schwedischen Druck, Stockholm 1780
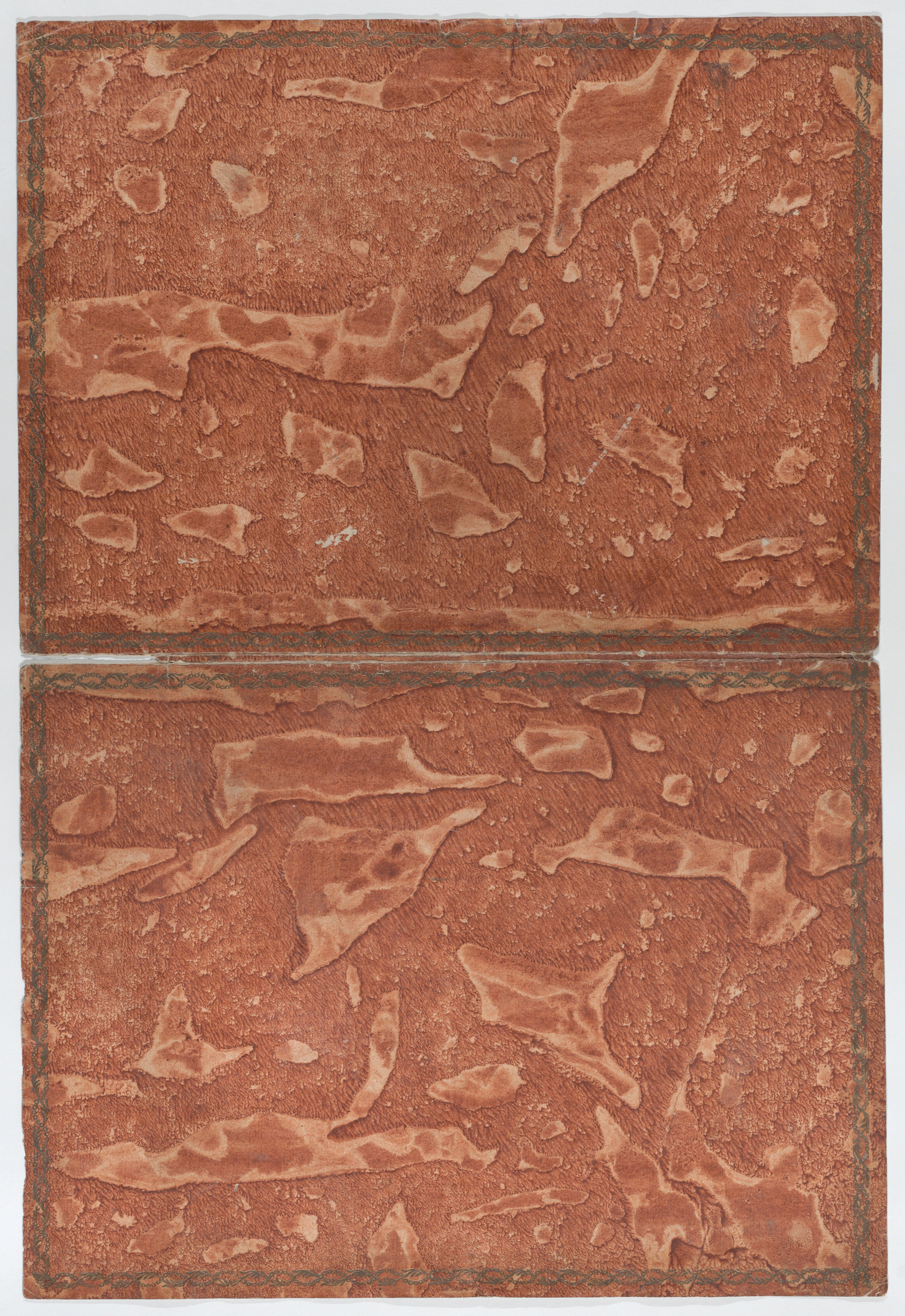
Orangebraunes Kleisterpapier für Bucheinband mit Umrahmung (18. Jahrhundert)
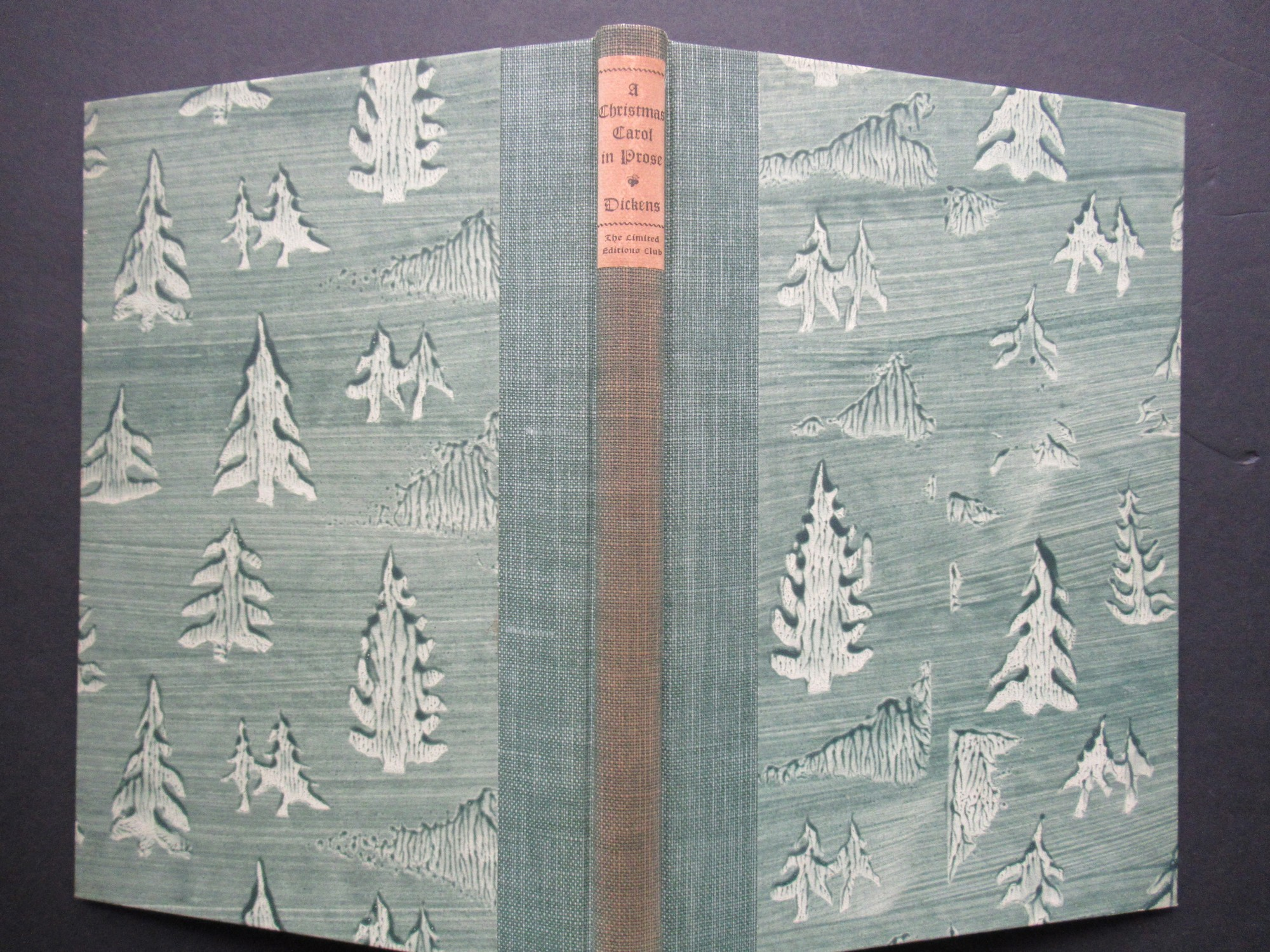
Rosamond B. Loring: Einbandbezugspapier für Charles Dickens, A Christmas Carol (1932)

## Überlieferungsformen

### Muster in Lehrbüchern und Arbeitsanleitungen

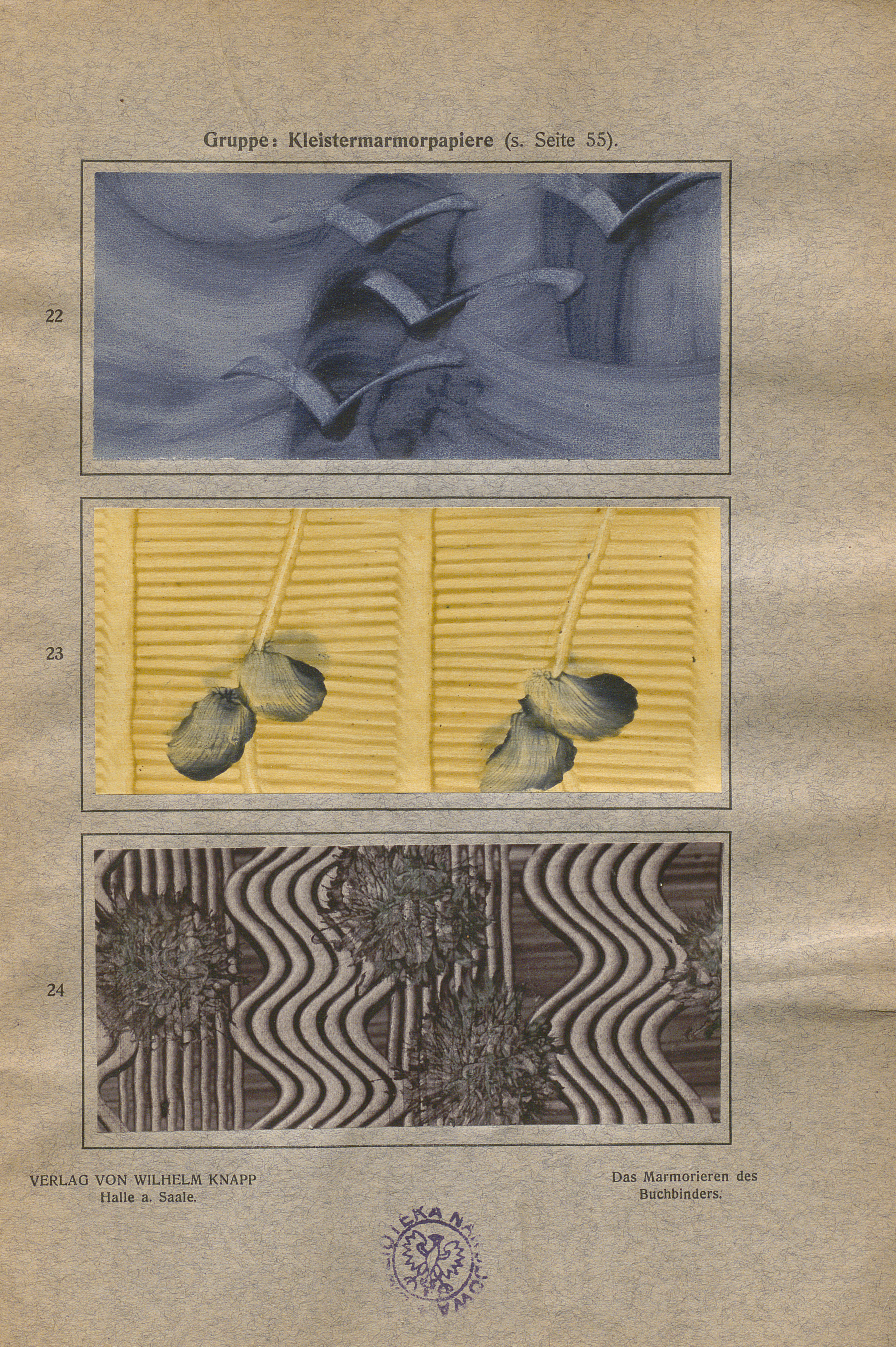
Das Marmorieren des Buchbinders auf Schleimgrund und mit Kleisterverfahren 1906 (133897325)

### Verarbeitet an Objekten

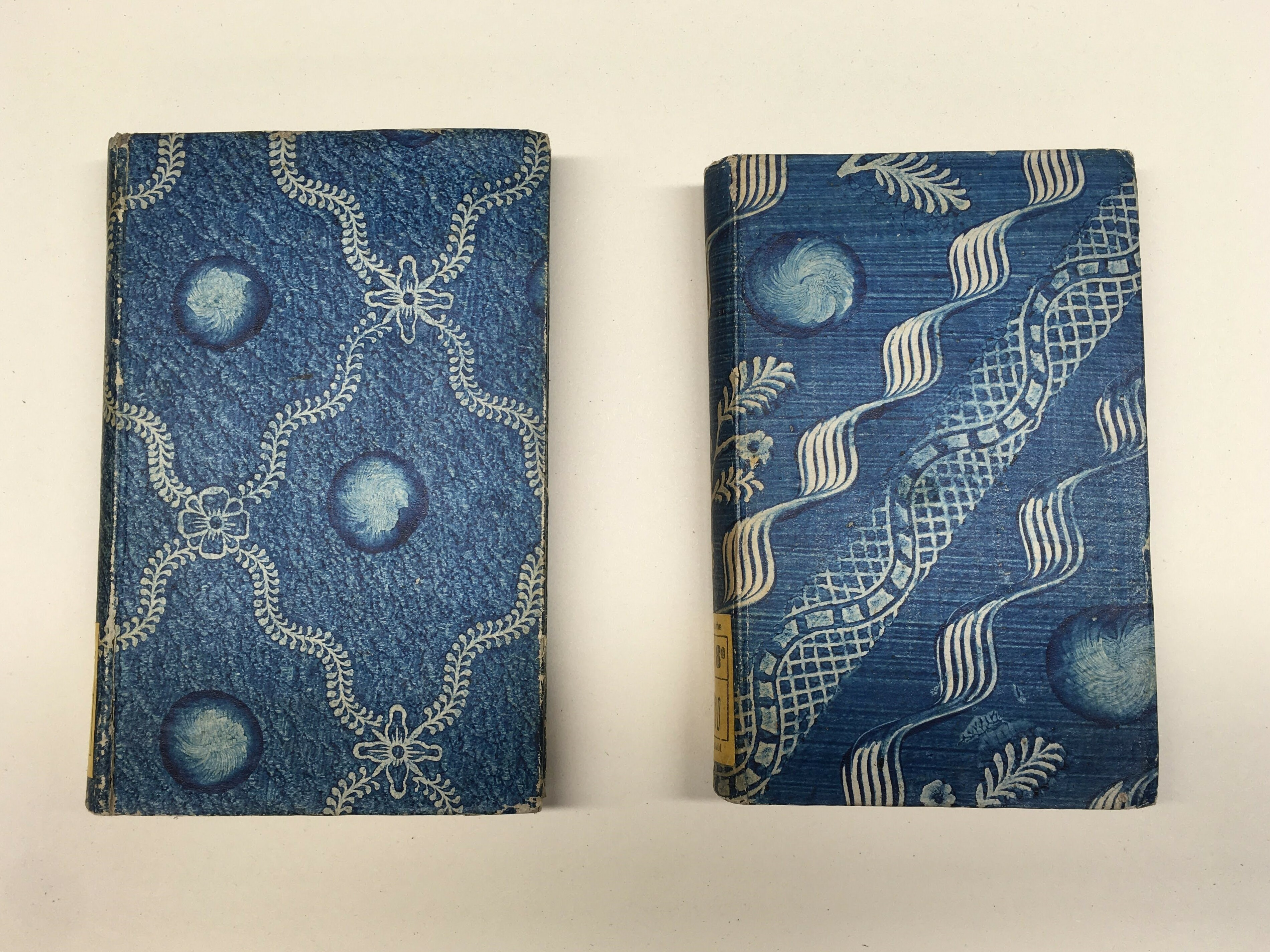
Papier nach Herrnhuter Art
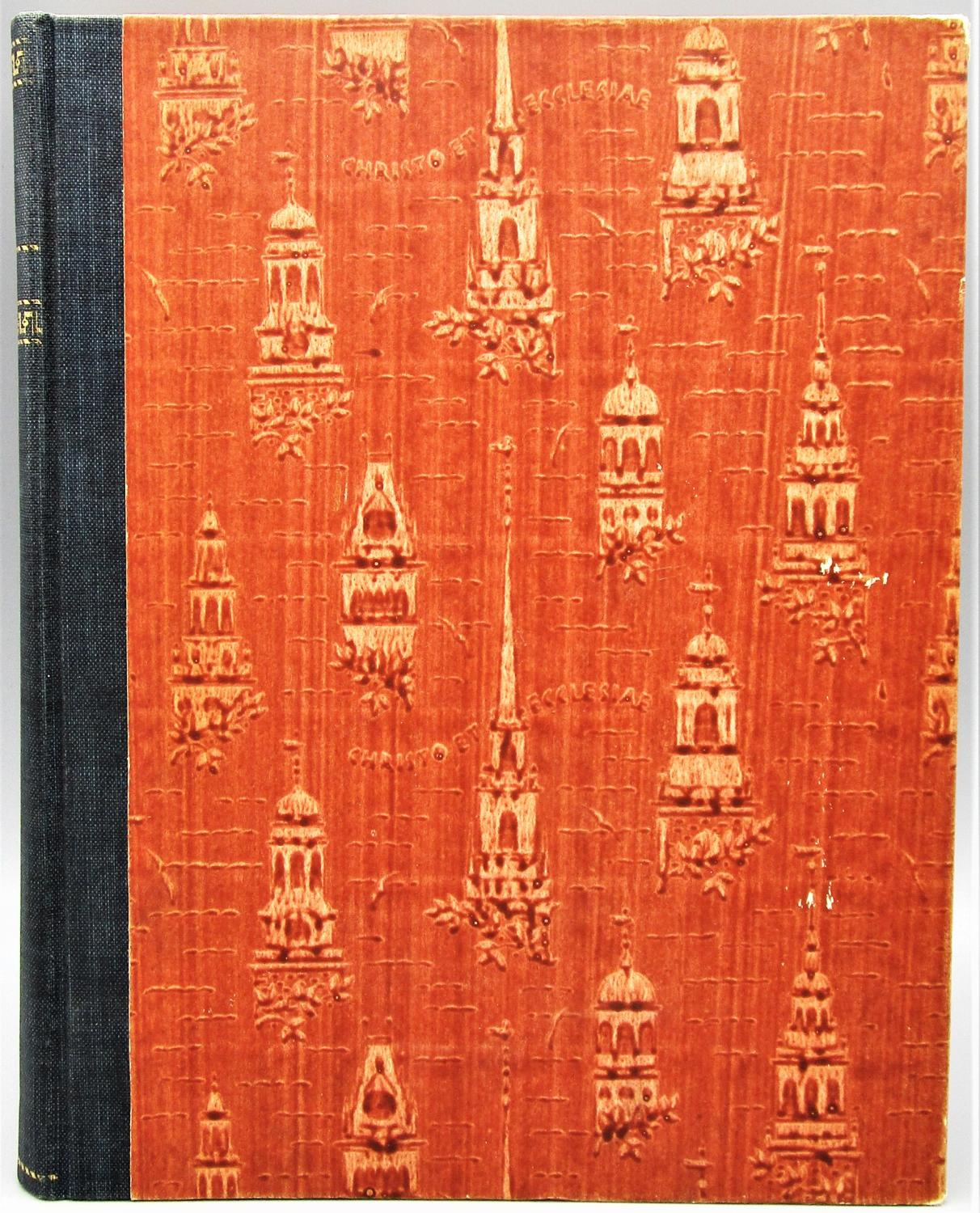
Rosamond B. Loring: Einbandbezugspapier für ihr Buch Decorated Book Papers (1942)

### Museumszustand

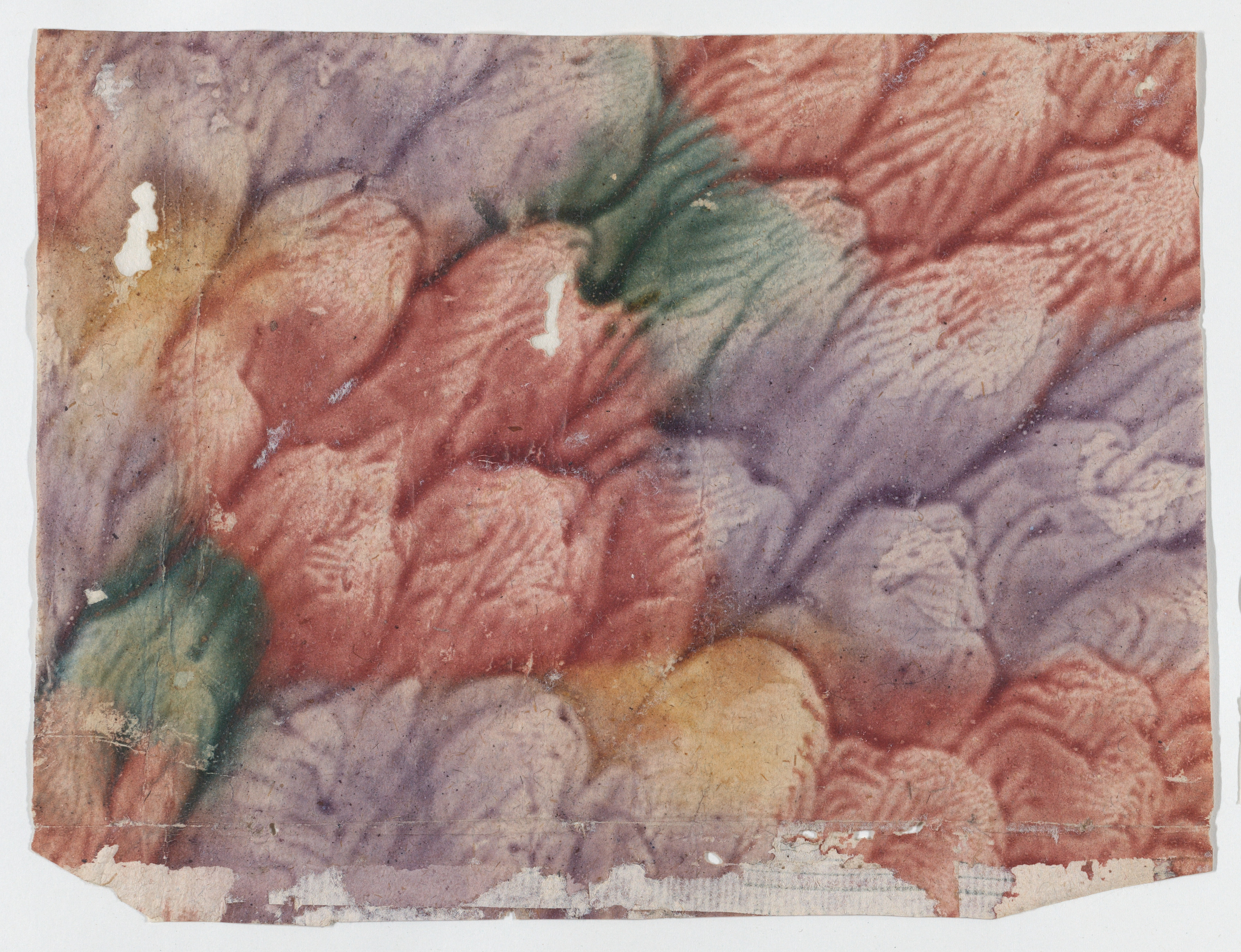
Abgelöstes mehrfarbiges Einbandbezugspapier (18. Jahrhundert)
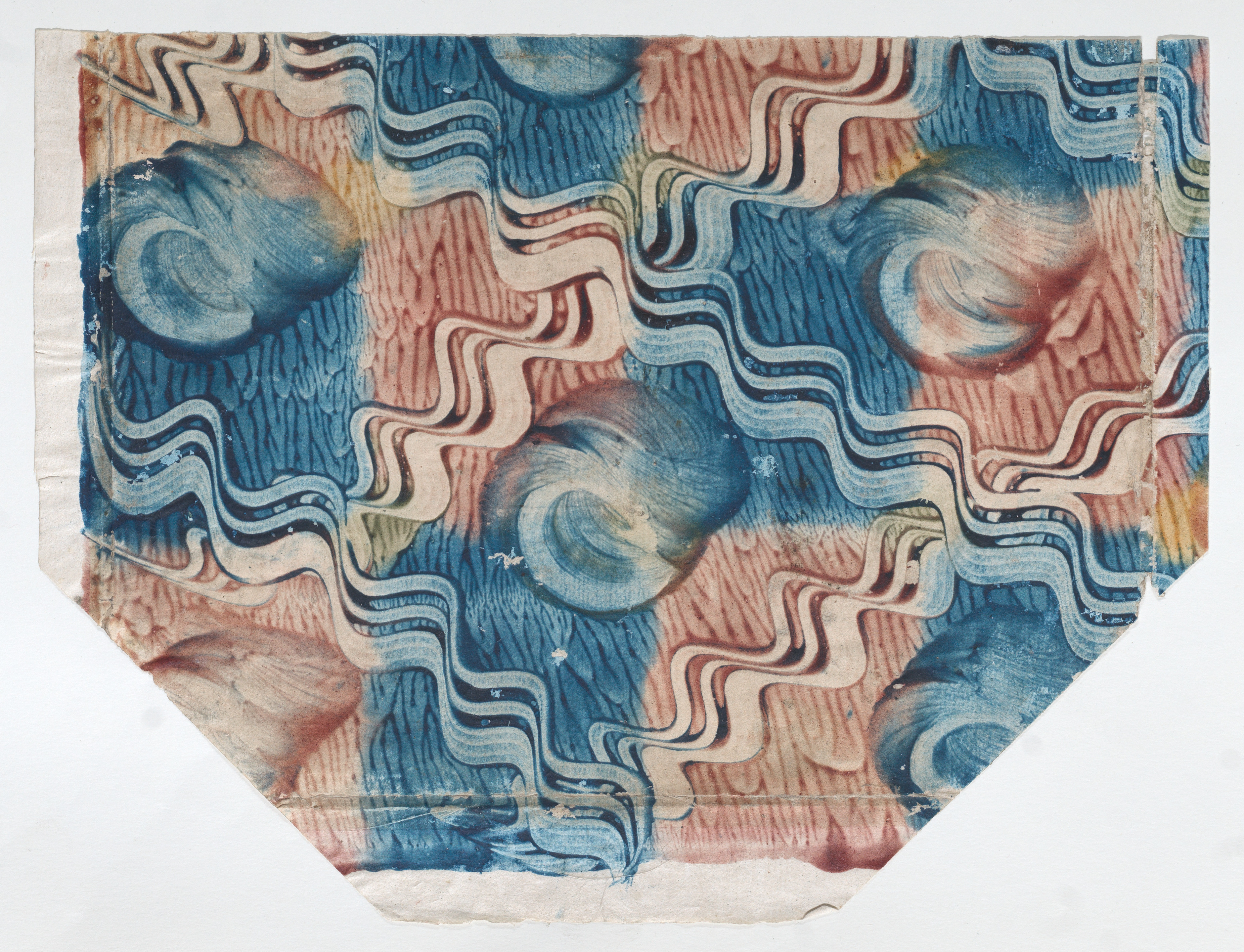
Blue and pink paste paper with circle and wavy line pattern Met DP887083
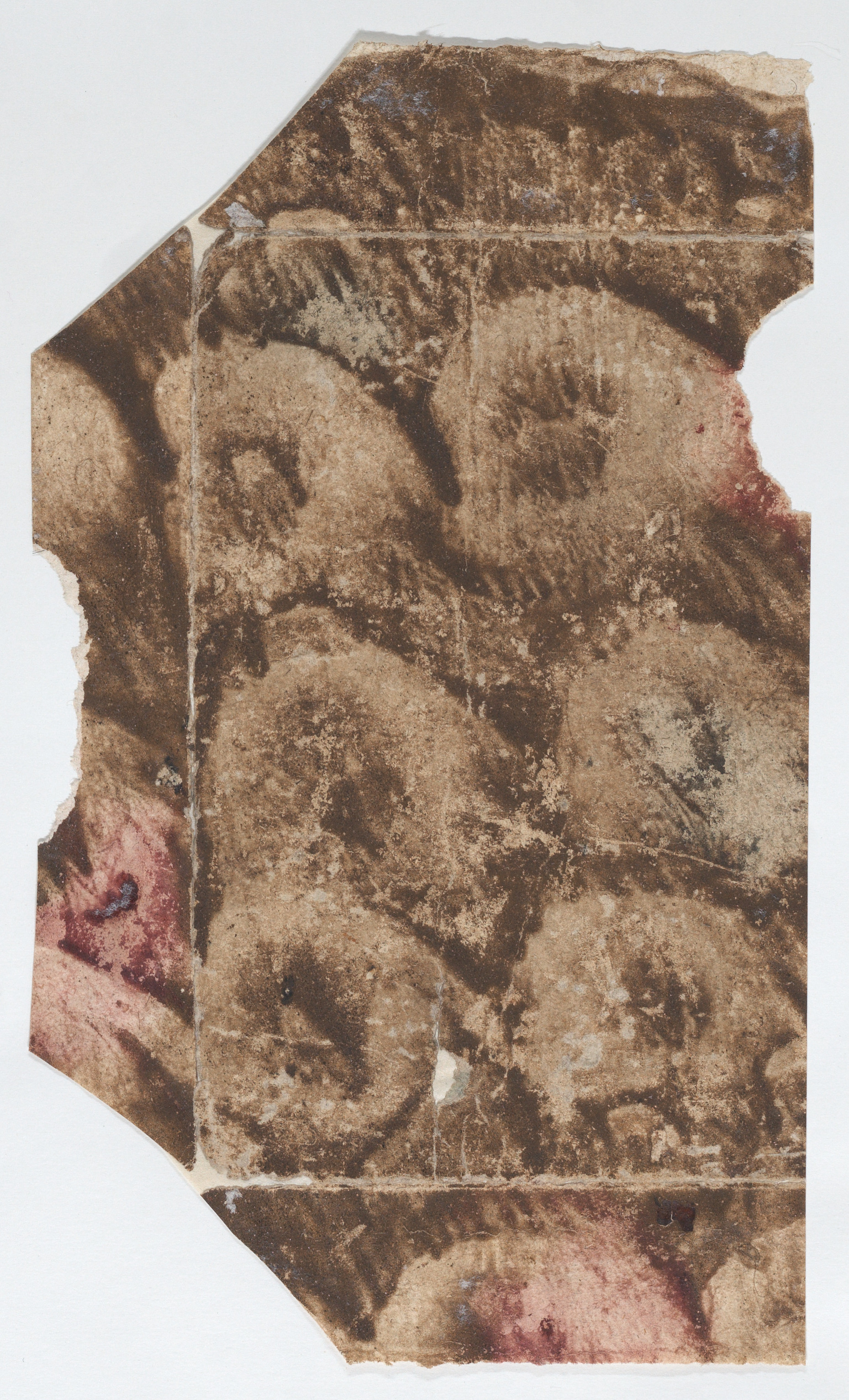
Paste paper with brown pattern Met DP887092
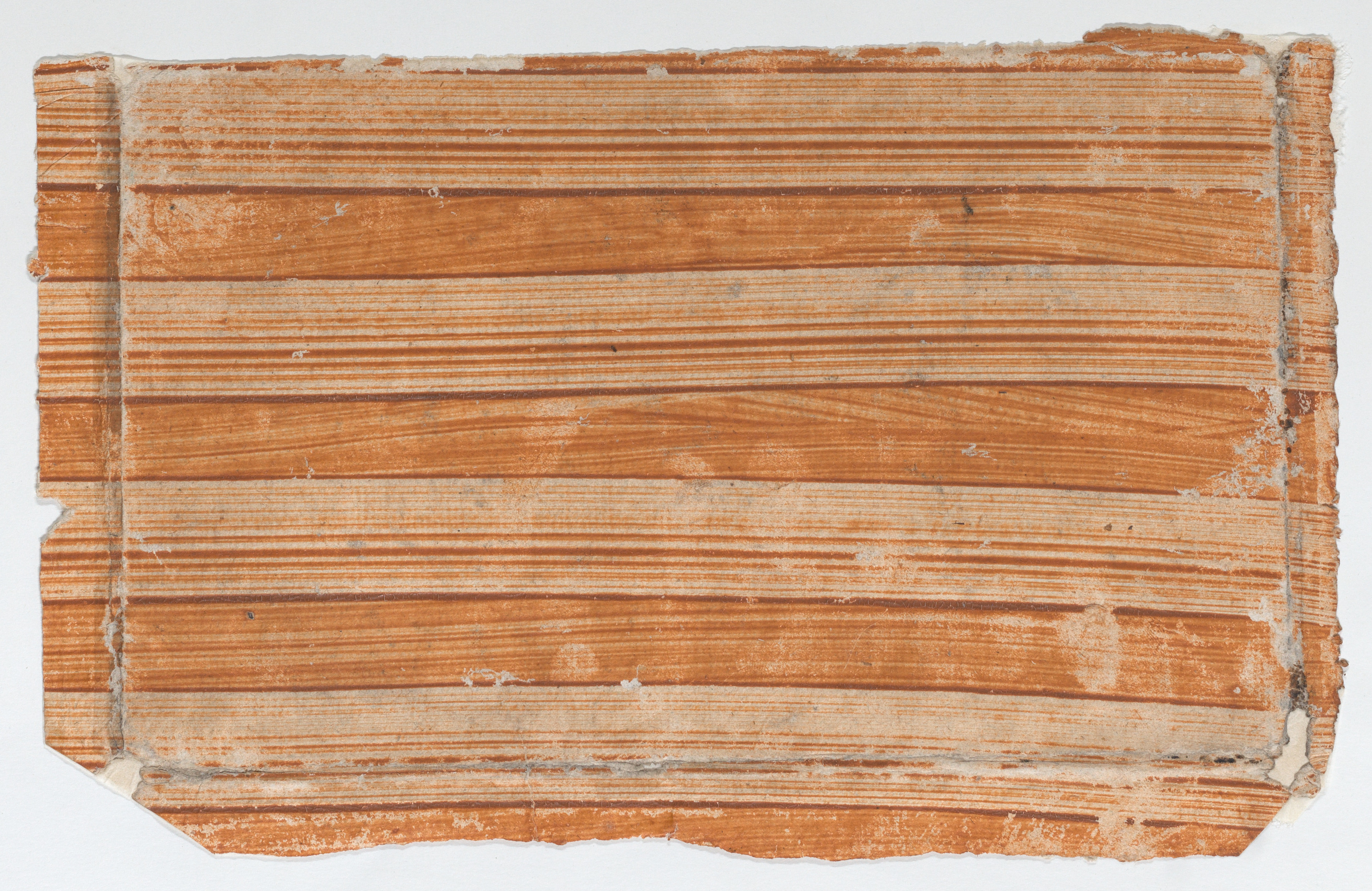
Orange striped paste paper Met DP887087
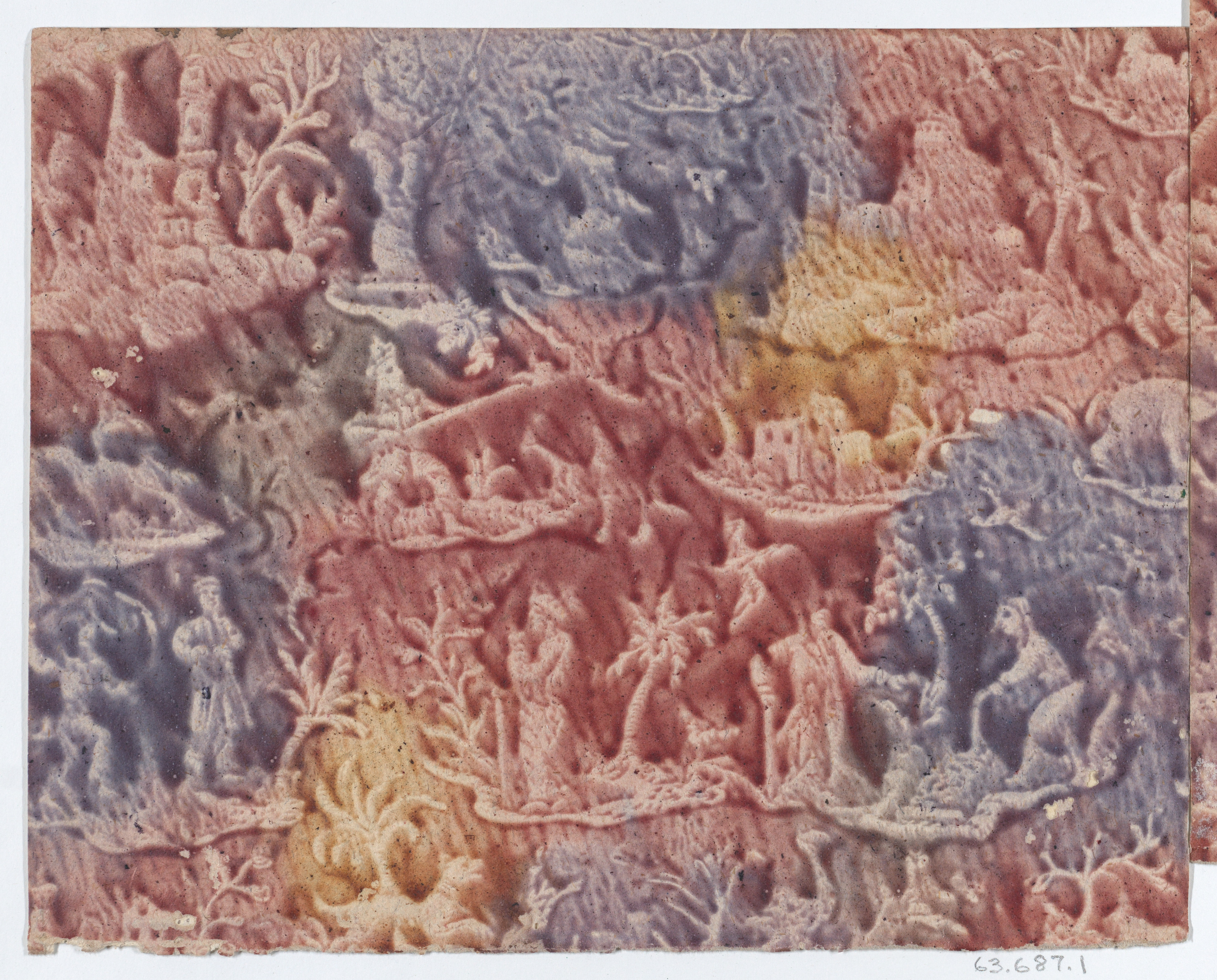
Sheet with figures in landscapes in red, purple, and yellow Met DP887033
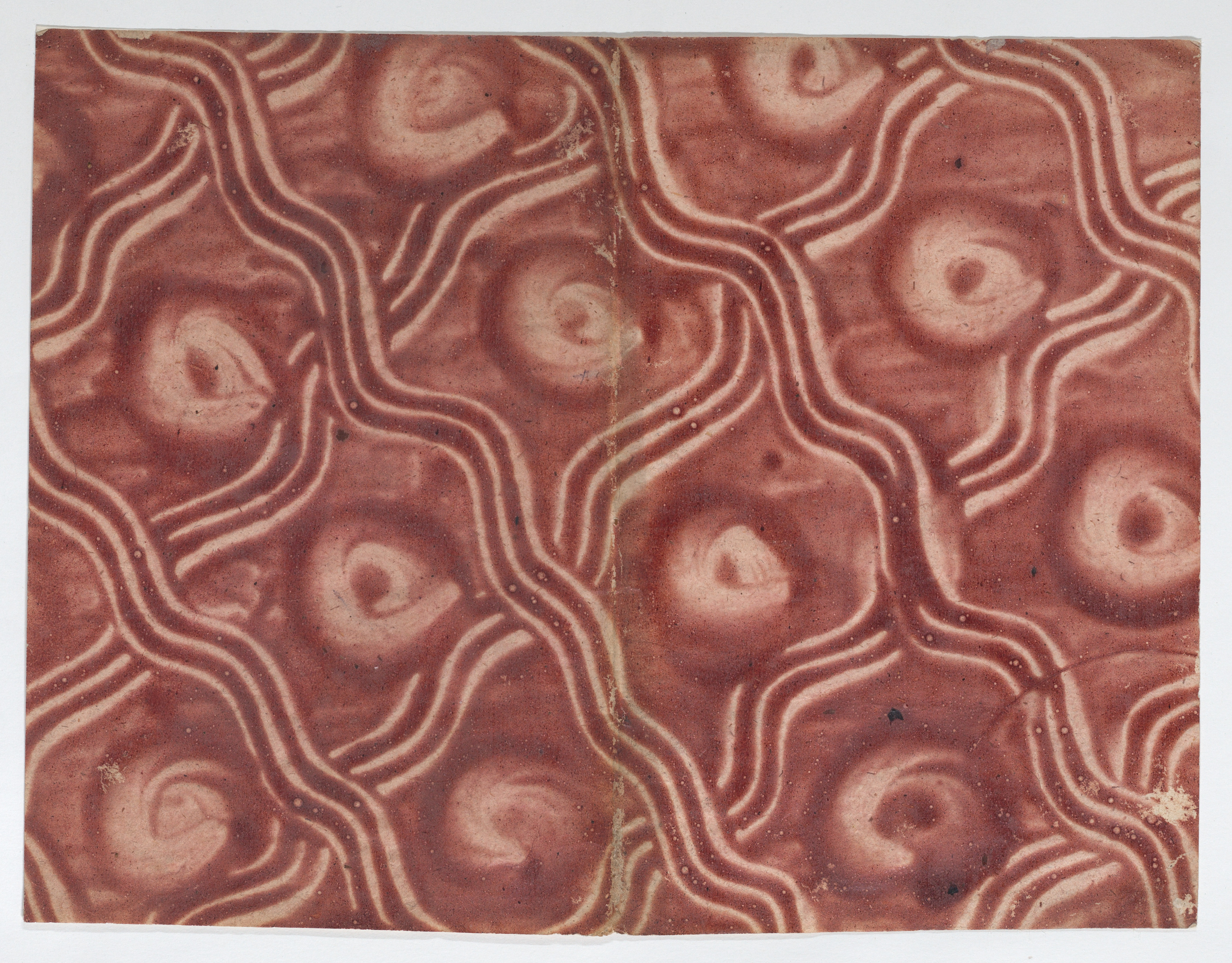
Book cover with overall pattern of red curved lines Met DP887110
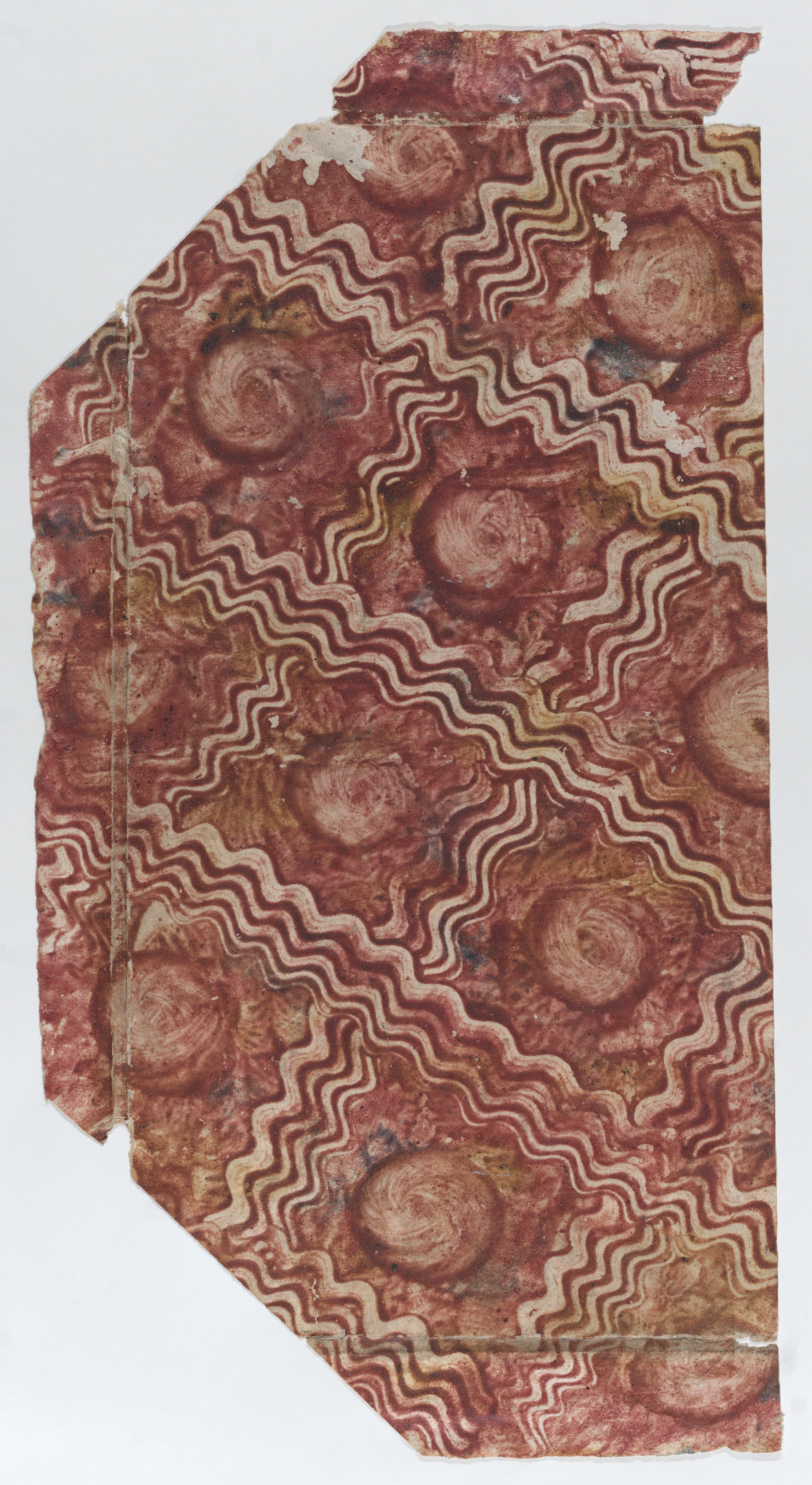
Book cover with overall red curved line pattern Met DP887108
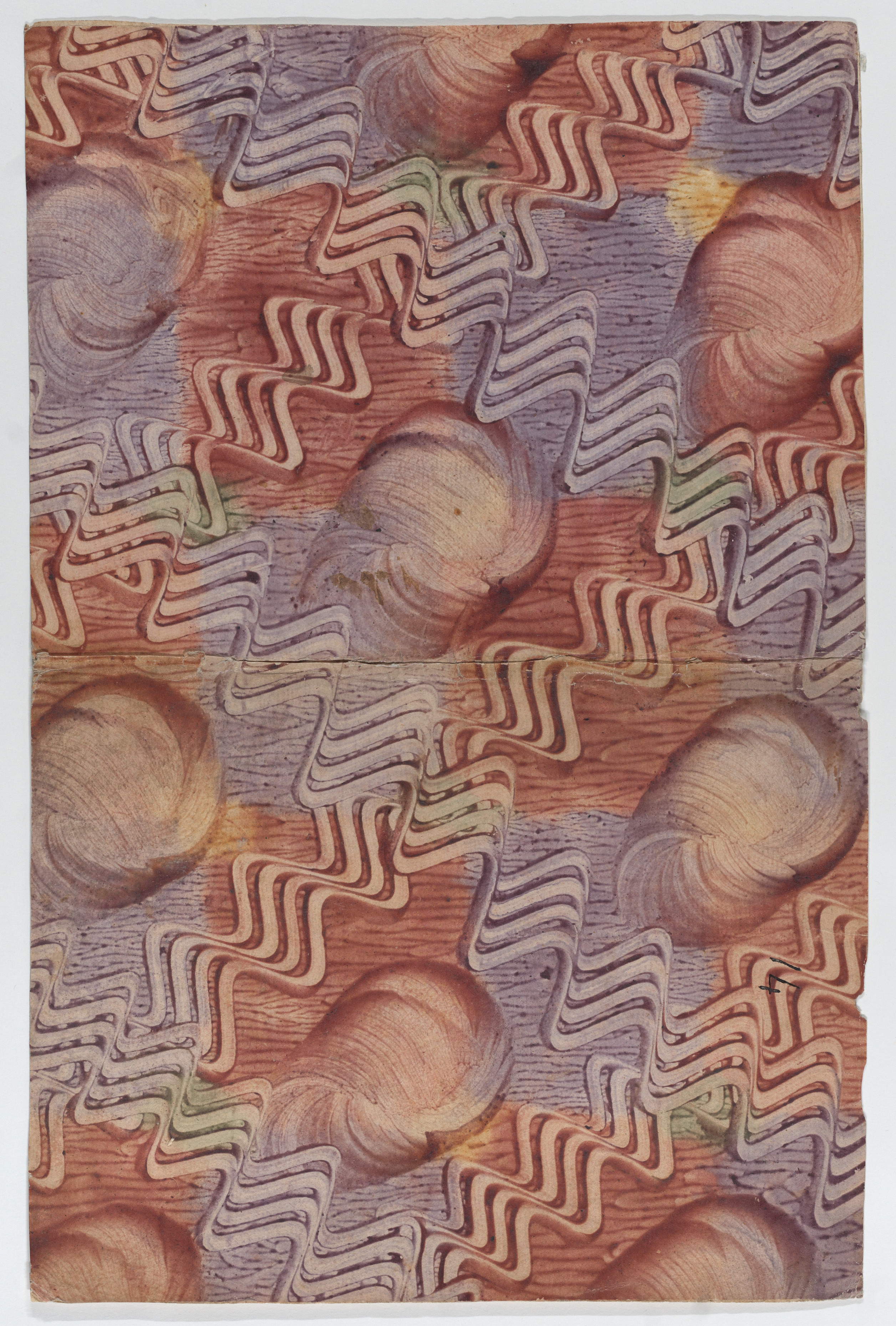
Book cover with zigzag stripe pattern Met DP887080